# Moda w starożytnym Egipcie

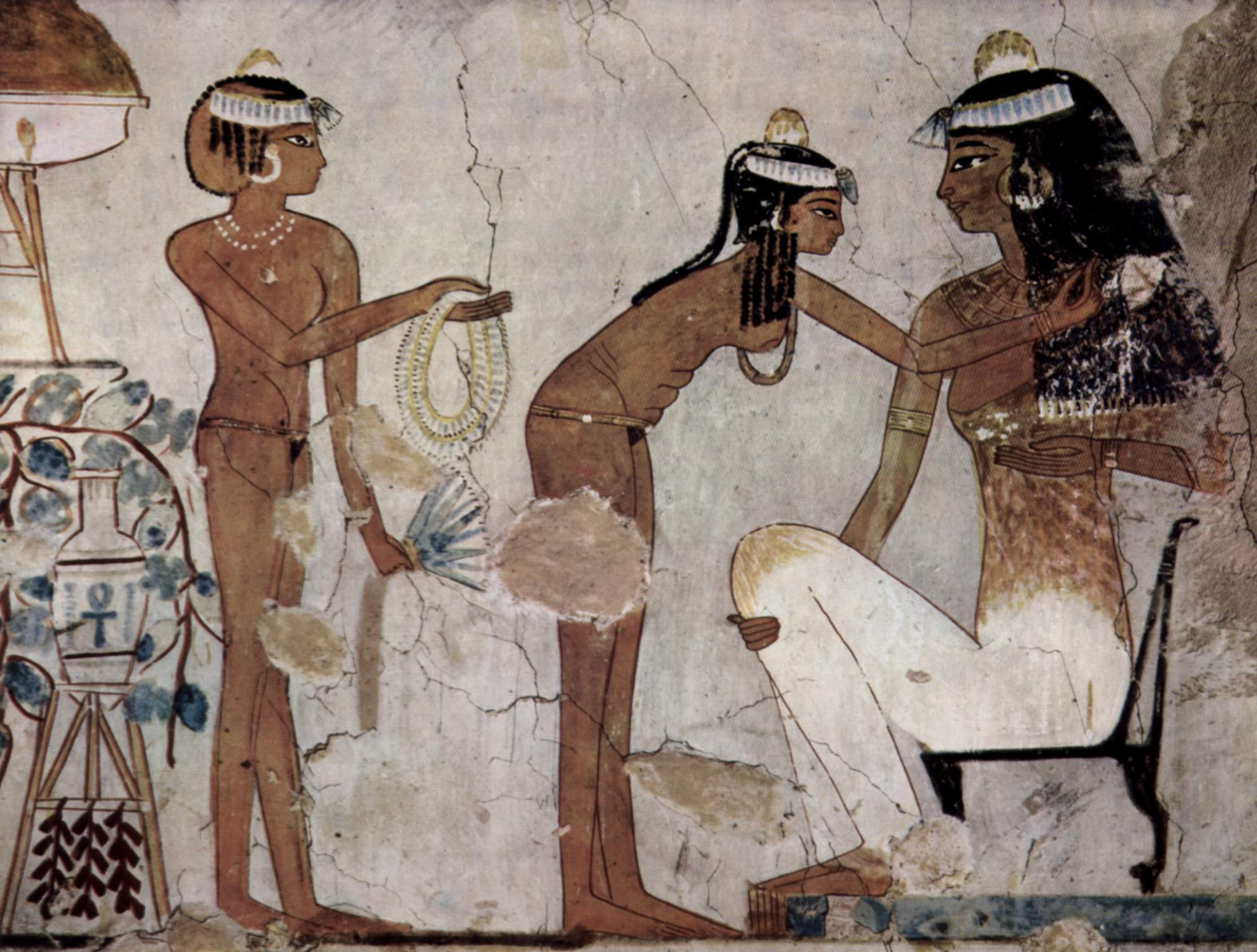
Służebnice przygotowujące damę na bankiet (XV wiek p.n.e.)

Moda w starożytnym Egipcie – określenie odnoszące się do stylu ubioru, nagości, dodatków oraz kosmetyków w starożytnym Egipcie. Moda była ściśle związana z funkcją społeczną, religijną i estetyczną. Ubiór pełnił nie tylko rolę ochronną, ale także podkreślał status społeczny, a nagość w sztuce była używana do wyrażenia płodności lub hierarchii społecznej. Dodatki, biżuteria i makijaż stanowiły elementy podkreślające status i urodę, a kanony piękna uwzględniały proporcje ciała i jego symboliczne przedstawienie.

## Wygląd
Freski i rysunki na grobowcach ukazują typowego Egipcjanina jako smukłego, barczystego, z muskularnymi kończynami, kwadratową szczęką, dużymi ustami i oczami, szerokim czołem oraz niewielkim haczykowatym nosem, z ciemnymi włosami i jasną skórą. Wizerunki zdobywców rządzących Egiptem w różnych okresach ukazują ich odmienność: władców o cechach negroidalnych z Nubii, beduińskie rysy libijskich królów czy semickie cechy Hyksosów. Egipcjanie, jak inne izolowane narody, fascynowali się obcokrajowcami, starannie utrwalając ich wygląd, choć nie zawsze obiektywnie.

## Ubiór
Egipcjanie uwieczniali w sztuce pełne spektrum swojej mody – od wytwornych strojów dworskich po najprostsze ubrania noszone przez chłopów.

### Faraon

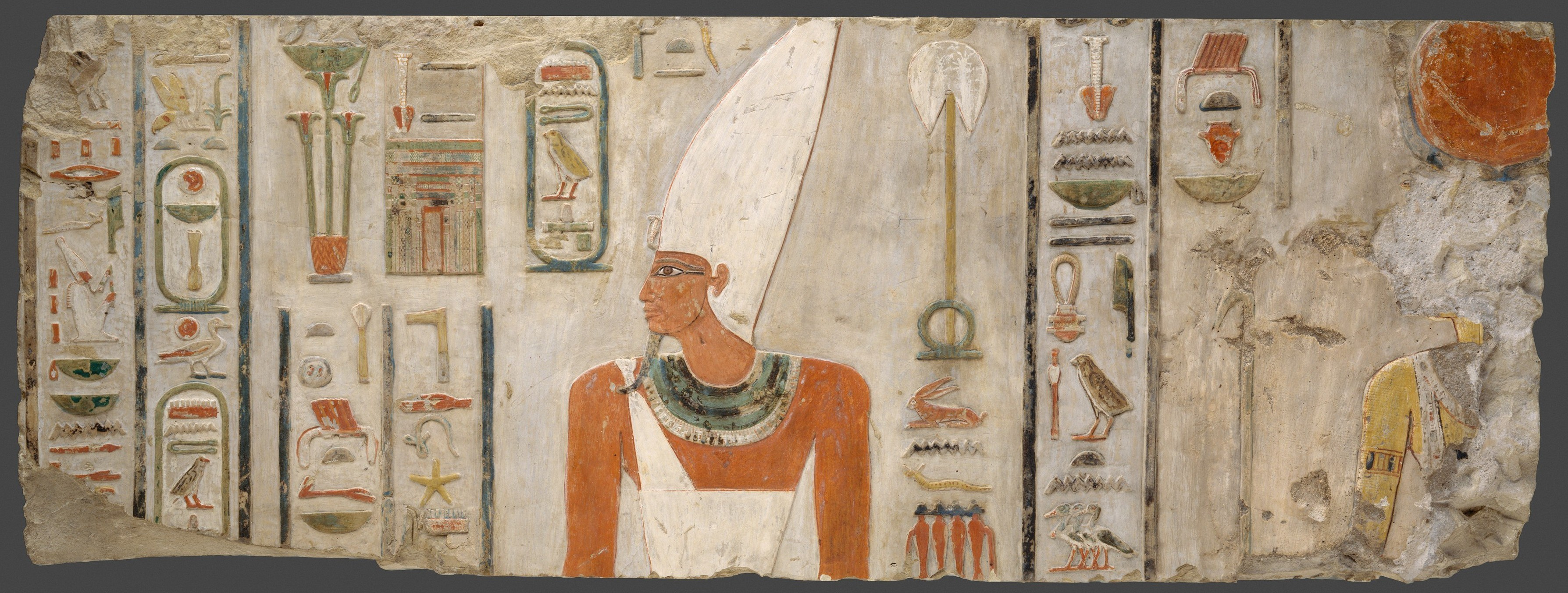
Mentuhotep II w hedżet (XXI/XX wiek p.n.e.)

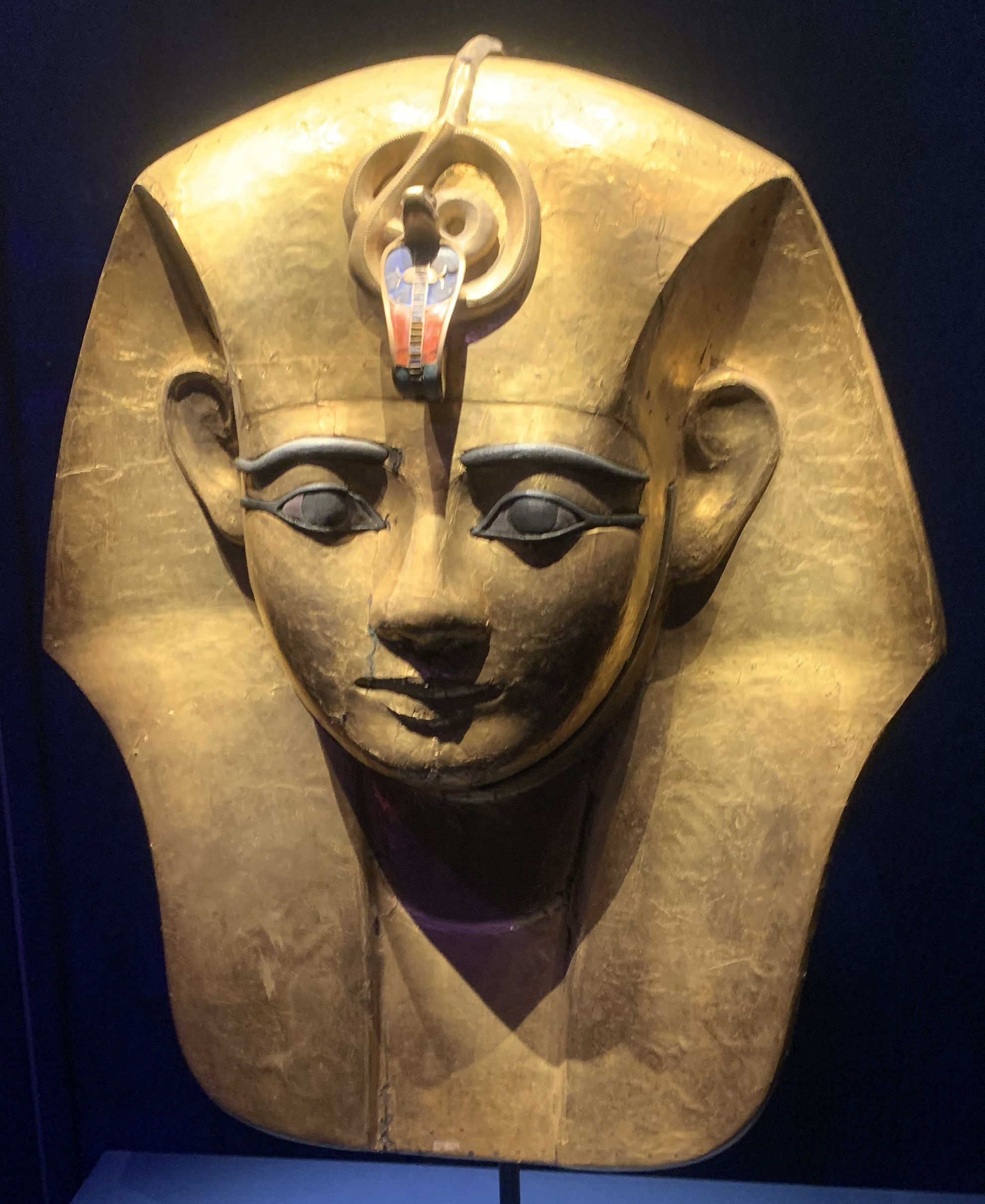
Nemes na masce pogrzebowej Amenemope (X wiek p.n.e.)

W ikonografii starożytnego Egiptu, zarówno na malowidłach grobowych, jak i wśród rzeźb, centralne miejsce kompozycji często zajmował władca. Jego wyróżnikiem była korona. Faraona przedstawiano w większości przypadków w Białej Koronie Górnego Egiptu – hedżet. Miała ona smukły, stożkowaty kształt i była wykonana ze sztywnego lnianego płótna. Korona ta była nierozerwalnie związana z Ozyrysem, bóstwem świata zmarłych, którego kult dominował w Górnym Egipcie. Egipscy faraonowie posiadali jednak wiele koron, z których każda miała swoje znaczenie i zastosowanie. Alternatywnym symbolem władzy była Czerwona Korona Dolnego Egiptu – deszeret. Charakteryzowała się ona okrągłą formą z płaskim dnem oraz wydłużoną ku górze tylną częścią. Była również zdobiona metalowymi elementami.
Podczas uroczystości państwowych faraon zakładał Białą Koronę Górnego Egiptu lub Czerwoną Koronę Dolnego Egiptu, zależnie od pochodzenia swojej dynastii. W niektórych przypadkach obie korony łączono, tworząc pschent – Podwójną Koronę, symbolizującą jedność obu krain. W niektórych przypadkach diadem królewski mógł być ozdobiony dwoma piórami, które nawiązywały do więzi faraona z bogiem Horusem, uosobieniem sprawiedliwości Maat oraz hipostazą Ozyrysa – wodzem i obrońcą nomu Anzti.
W przypadku najważniejszych uroczystości, gdy faraon pragnął szczególnie podkreślić swoje związki z Ozyrysem lub Chnumem, baranim stwórcą, zakładał koronę atef. Było to nakrycie głowy, wyróżniające się bogatą ornamentyką i znaczną wagą, co ograniczało swobodę ruchów władcy. Atef składała się z Białej Korony otoczonej piórami, rogami barana oraz świętymi wężami. Całość uzupełniały lśniące tarcze słoneczne. W okresie Nowego Państwa ta korona stopniowo wyszła z użycia, ustępując miejsca wygodniejszej i estetycznie dopracowanej Niebieskiej Koronie – cheperesz. Była ona wykonana z formowanej skóry, zszytej złotą nicią, a jej obrzeże oplatał święty wąż – symbol Uadżet, opiekunki Dolnego Egiptu. W Górnym Egipcie jej odpowiedniczką była Nechbet, przedstawiana pod postacią jastrzębia. Okrążająca koronę kobra oraz umieszczony nad nią dysk słoneczny stały się znakami trwałej jedności faraona i jego dwóch królestw.
Faraon nosił charakterystyczne nakrycie głowy – nemes. Był to pasiasty kawałek tkaniny, który zakładano na perukę. Materiał opadał na czoło, przechodził za uszami. Wiązano go u nasady szyi, podczas gdy jego końce swobodnie spływały na ramiona i klatkę piersiową. W czasach Starego Państwa, gdy życie było skromne, a myśl filozoficzna rozwijała się intensywnie, faraon często był przedstawiany w sztuce z odkrytym torsem. Miało to symbolizować jego gotowość do wysiłku oraz brak przywiązania do wygód. Nawet w epoce największej świetności, za Nowego Państwa i rządów późniejszych dynastii, jego strój pozostawał prosty i luźny, zgodny z ówczesną modą. Wizerunku władcy dopełniały berło i bicz – symbole tego, że faraon pełni rolę troskliwego pasterza, ale potrafi karać, by utrzymać porządek i posłuszeństwo.

### Arystokracja
Przedstawiciele wyższych warstw społecznych ubierali się zazwyczaj w białe lniane odzieże. Egipcjanie cenili płócienne szaty, co potwierdzają liczne przedstawienia w sztuce, zapiski oraz odkrycia archeologiczne samych tkanin . Mężczyźni zakładali je na przepaskę biodrową, a kobiety na spódnice lub koszule. W zaciszu domowym nosili tylko przepaski biodrowe.
Do ważnych uroczystości używano ubrań wykonanych ze lnu najwyższego gatunku, sprowadzanego z Górnego Egiptu. Ceremonialne stroje pomimo swojej prostoty były kunsztownie drapowane i plisowane za pomocą wiązań, pasów i ramiączek. Kobiety zakładały podobne do sari sukienki lub obcisłe lniane tuniki. Męskie stroje utrzymywały się na ramionach dzięki ramiączkom lub opadały na nie w luźnych fałdach i wtedy wiązano je w talii szerokim lnianym pasem, w wyniku czego tworzył się trójkątny fartuch lub krótka spódnica.

### Biedota
Większość ludzi przez cały rok nosiła jedynie przepaski biodrowe, a niektórzy chodzili całkowicie nago. Chłopi nie mieli specjalnych strojów. Często chodzili nago, podobnie jak ich żony, siostry i córki, które pracowały w domach bogaczy.

### Cudzoziemcy
Obcokrajowcy wyróżniali się odmiennym ubiorem – zazwyczaj bardziej barwnym, często wykonanym z wełny .

## Obuwie
W starożytnym Egipcie obuwie nie odgrywało istotnej roli, a nawet członkowie wyższych warstw społecznych często chodzili boso, chyba że sytuacja wymagała formalnego stroju. Na przykład na palecie Narmera widać, jak służący niesie sandały swojego pana, który idzie boso. Takie podejście do obuwia prowadziło do problemów zdrowotnych, zwłaszcza w postaci chorób stóp. Sandały wytwarzano ze skóry lub tkanego papirusu. Zwykle miały one prosty krój z poprzecznym i podłużnym paskiem, a czasem podłużny pasek obejmował palce, zapinając się w sposób tworzący spiczasty nosek. Bardzo prawdopodobne jest, że egipski chłop nigdy nie miał własnej pary sandałów przez całe życie.

## Nagość
Sztuka starożytnego Egiptu traktowała cielesność z dużą swobodą, ale sposób jej przedstawienia podporządkowany był ustalonym kanonom estetycznym i symbolicznym. Nagość była traktowana jako naturalny sposób przedstawienia ludzkiego ciała. W sztuce egipskiej nie stanowiła ona tematu tabu, a jej obecność w rzeźbie, malarstwie i płaskorzeźbie miała charakter zarówno estetyczny, jak i symboliczny.
Postacie kobiece często ukazywano w zwiewnych, przezroczystych szatach lub przylegających do ciała sukniach, które podkreślały kształty sylwetki. Charakterystycznym motywem było odsłanianie piersi w wizerunkach przedstawianych z profilu, nawet gdy w rzeczywistości – u postaci widocznych od frontu – były zakryte szerokimi ramiączkami.
Kanony sztuki egipskiej idealizowały kobiece ciało, ukazując jędrne piersi, lekko wypukły brzuch, wąską talię, szerokie biodra i kształtne pośladki. Podobne cechy nadawano antropomorficznym boginiom. Wizerunki mężczyzn zazwyczaj nie podkreślały ich organów płciowych, z wyjątkiem przedstawień bóstw związanych z płodnością. Ityfalliczni demiurgowie oraz opiekun kobiet w połogu – Bes – ukazywani byli z wyolbrzymionym fallusem, co symbolizowało ich rolę w zapewnianiu życia i urodzaju.
Nagość nie była jednoznacznie kojarzona z erotyką, lecz pełniła różne funkcje zależnie od kontekstu. Ubiór, poza rolą ochronną, podkreślał także status społeczny, dlatego nagość była często zarezerwowana dla określonych grup. Bez odzienia ukazywano cudzoziemców, bóstwa obcego pochodzenia oraz osoby znajdujące się na niższych szczeblach hierarchii społecznej. Dzieci ludzkie i boskie (np. Nefertum czy Harpokrates) przedstawiano nago. Podobnie ukazywano robotników, rolników przy pracy, służących oraz pokonanych wrogów. Nierodzime bóstwa (np. Bes) również były przedstawiane bez odzienia. W przypadku faraonów nagość była bardzo rzadka. Do wyjątków należą alabastrowa figurka Pepi II oraz niektóre wizerunki Echnatona, pozbawione męskich cech płciowych. Przypuszcza się, że mogło to wynikać z jego identyfikacji z biseksualnym bogiem-stwórcą. Wśród bogów nagość symbolizowała płodność, a nie erotykę. W ten sposób przedstawiano m.in. Nut, Geba oraz Ozyrysa – bóstwa związane z płodnością i cyklem życia.

## Owłosienie
W przeciwieństwie do swoich północno-wschodnich sąsiadów, Egipcjanie nie mieli gęstego owłosienia ciała. Do golenia używali brzytw, przechowywanych w skórzanych futerałach. Faraon nosił sztuczną brodę, zaplecioną w warkocz i przypinaną do krawędzi korony lub peruki. Jej rola w wizerunku władcy pozostaje nieznana. Możliwe, że miała przypominać Egipcjanom o ich miejscu pochodzeniu, które według wierzeń znajdowało się w miejscu, gdzie Nil wypływał z Punt – regionu zamieszkałego przez ludzi z bujnymi brodami.

## Peruki

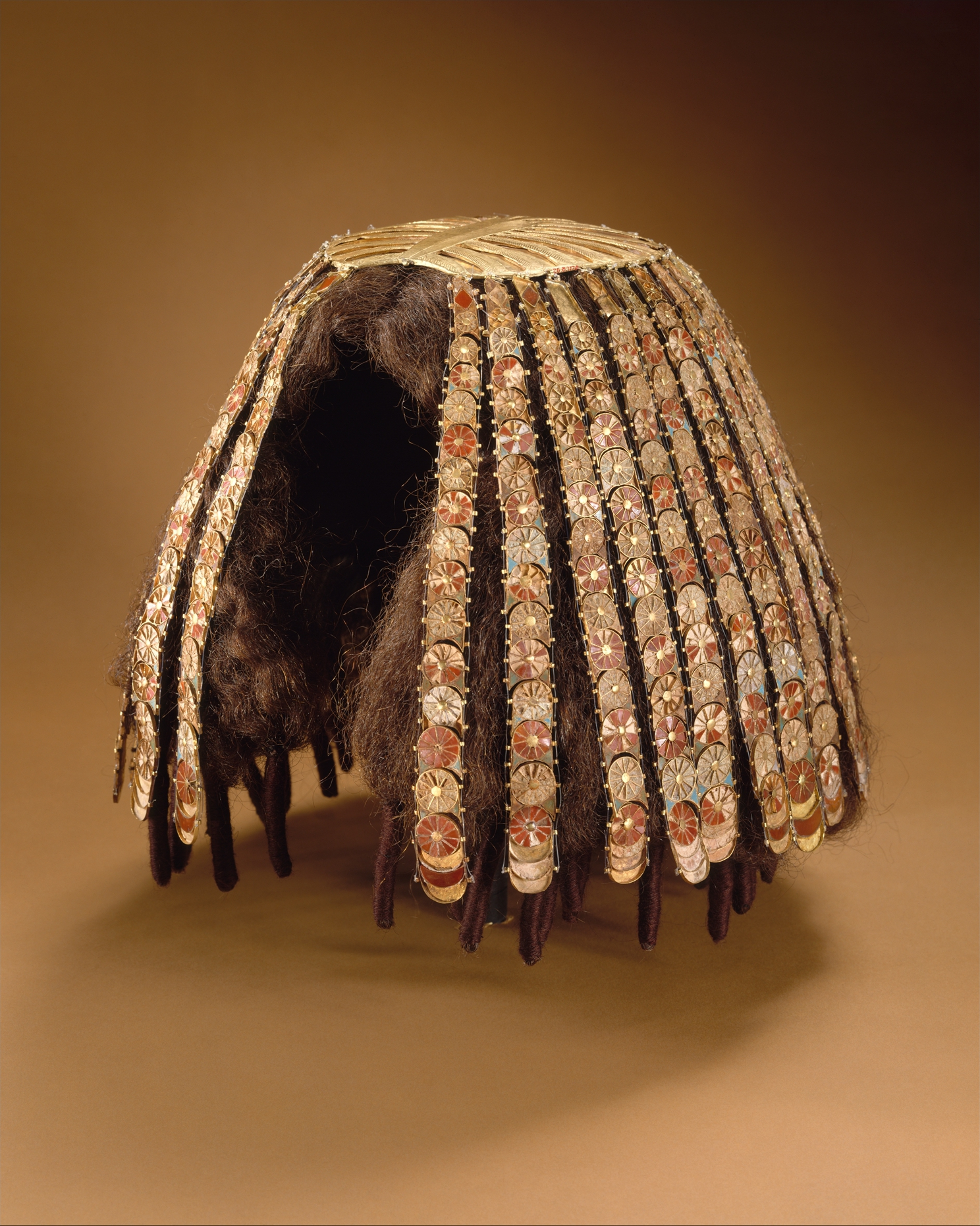
Peruka (XV wiek p.n.e.)

Powszechnie noszono peruki, często bardzo rozbudowane i ułożone w loki. Zwyczaj ten dotyczył obu płci. Dodatkowo kobiety dekorowały swoje włosy za pomocą kwiatów, diademów, wstążek, fibul czy koralików. Mężczyźni nosili krótkie fryzury, niekiedy golili włosy na głowie, zwłaszcza jeśli pełnili funkcję kapłana. Peruki nosili urzędnicy, zakładając je przy oficjalnych okazjach. W sztuce jednak przeważnie przedstawiano mężczyzn z wygoloną głową.
Często peruki wieńczył biały przedmiot w kształcie stożka, prawdopodobnie wykonanego z utwardzonego wosku, który obficie nasączono pachnidłami. Pod wpływem ciepła wosk topniał, a twarz i szyja właściciela peruki nabierały wyrafinowanego zapachu.

## Biżuteria

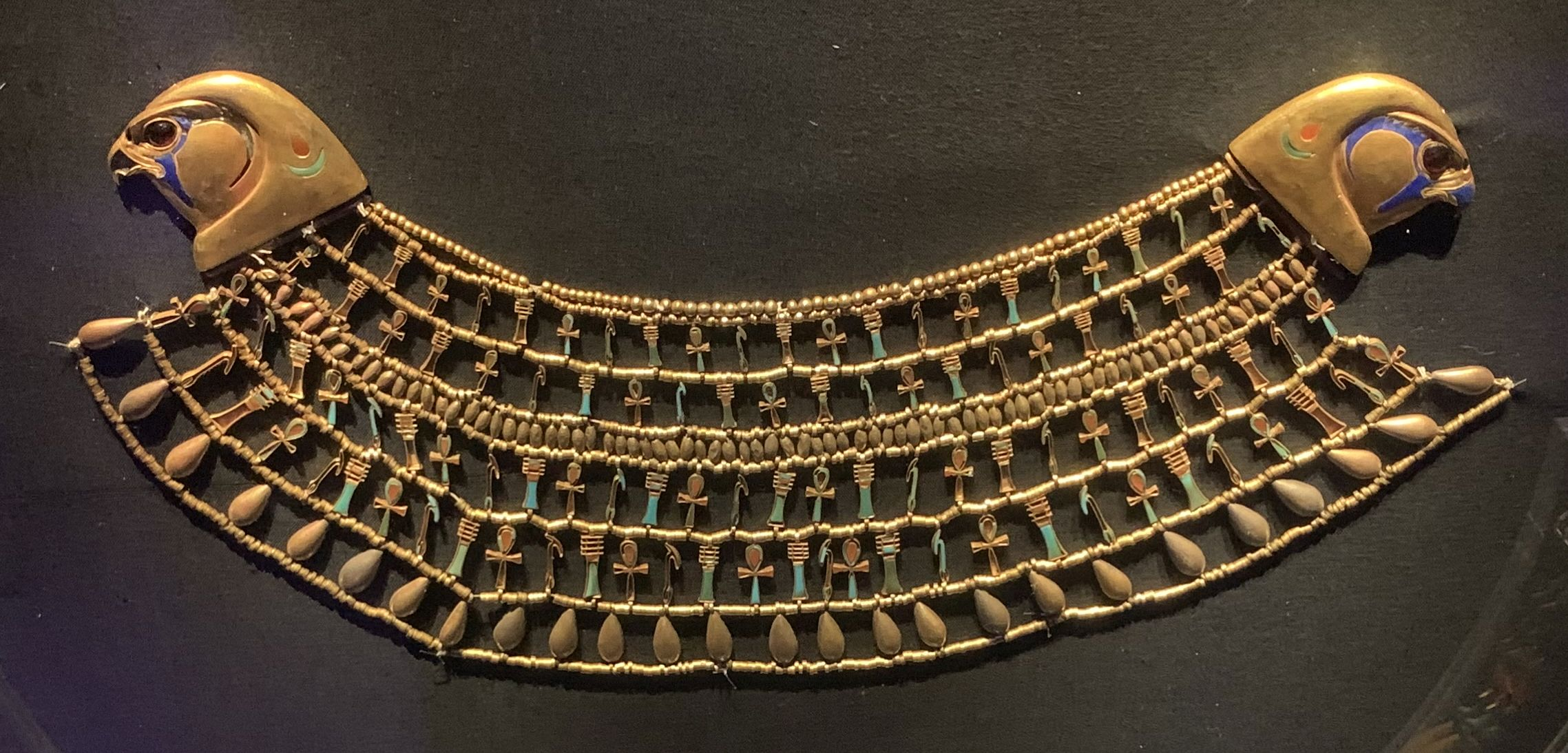
Naszyjnik księżniczki Chnumet (XIX wiek p.n.e.

Biżuterię nosili wszyscy Egipcjanie, niezależnie od statusu społecznego i płci. Egipcjanie byli bardzo przesądni, dlatego ozdobom przypisywali właściwości magiczne. Pierścienie, brosze i inne dodatki były nie tylko estetyczne, lecz także miały chronić właściciela przed chorobami i złym okiem. Szczególną moc przypisywano amuletom w kształcie symbolu życia anch oraz Oka Horusa, które miało zapewniać ochronę i siłę.
Do wykonania biżuterii jubilerzy wykorzystywali kamienie szlachetne i ozdobne (agat, ametyst, beryl, kalcyt, chalcedon, koral, hematyt, jadeit, lapis lazuli, malachit, onyks, perły, kryształ górski oraz turkus). Diamenty, opale, rubiny i szafiry pozostawały im nieznane. Najwyższy poziom umiejętności jubilerzy egipscy osiągnęli za panowania XII dynastii. Ich prace cechowały się finezją i precyzją, kontrastując z cięższym i bardziej masywnym stylem późniejszych epok. Zachowały się niektóre zabytki egipskiej sztuki jubilerskiej tej epoki, na przykład biżuteria księżniczek Chnumet, Sithathor, Mereret i Sithathoriunet, odnaleziona w ich grobowcach. Wśród tych przedmiotów są bogato zdobione naszyjniki i diademy, podarowane im przez faraonów Senusereta II, Senusereta III i Amenemhata III, czyje imiona widnieją na ozdobach.
Uzupełnieniem stroju były szerokie naszyjniki noszone przez przedstawicieli obu płci. Kolie wykonywano z wielokolorowych elementów różnych materiałów, często zawierały wkomponowane amulety ochronne. Składały się zazwyczaj z podłużnych paciorków ułożonych w okrąg i różniły się wzorem i techniką splatania. Zapięcia były bardzo kunsztowne, najczęściej miały formę głowy jastrzębia – symbolu boga Horusa. Szerokość naszyjników wynosiła około 8,5 cm, ale zdarzały się egzemplarze, które przypominały pelerynę i sięgały górnej części ramion. Noszono od najwcześniejszych okresów historii Egiptu.
Zarówno mężczyźni, jak i kobiety starożytnego Egiptu nosili bransolety. Kobiety zakładały je najczęściej na górną część ramion, nadgarstki i kostki nóg. Faraon podczas szczególnie uroczystych ceremonii zakładał bogato zdobiony pas inkrustowany jego osobistymi symbolami. Popularne też były pierścienie i kolczyki, które mocowano do płatków uszu za pomocą specjalnych zacisków. Był one na tyle duże i ciężkie, że doprowadzały do deformacji uszu.

## Pielęgnacja urody

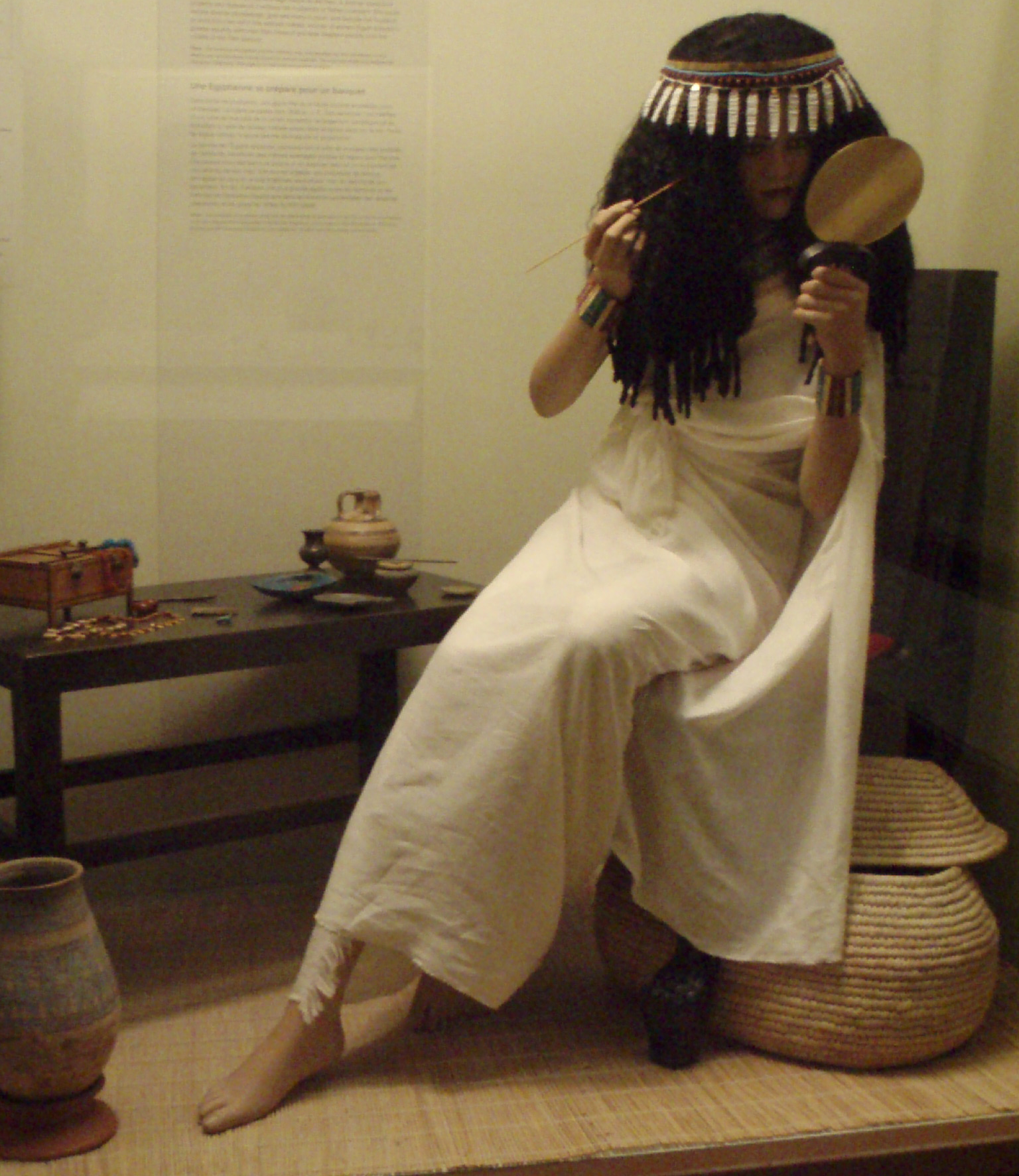
Instalacja w Królewskim Muzeum Ontario, przedstawiająca Egipcjankę nakładającą makijaż

Egipcjanie dbali o swój wygląd, stosując różnorodne zabiegi higieniczne. Cały proces pielęgnacji, szczególnie makijaż, mógł trwać dość długo. Do pielęgnacji urody służyły różnorodne kosmetyki: szminki, perfumy, olejki i mazidła. Egipcjanie dbali o urodę i młodość, łącząc medycynę z magią. Zachowane teksty zawierają receptury na zapobieganie wypadaniu włosów, siwieniu, redukcję zmarszczek oraz sposoby na oczyszczanie skóry z robactwa. Wśród stosowanych środków dominowały wydzieliny ludzkie i zwierzęce, określane w literaturze współczesnej mianem „egipskiej apteki brudów”, a także substancje organiczne. Codzienna pielęgnacja obejmowała stosowanie oliwy oraz mazideł roślinnych.
Kąpiel stanowiła istotną część rytuałów pielęgnacyjnych. Omycie ciała zaczynało się od użycia specjalnej pasty myjącej oraz wody, oczyszczonej poprzez dodanie soli sodowych. Do pielęgnacji skóry używano balsamów i preparatów przeznaczonych do usuwania plam pigmentowych i wygładzania zmarszczek. Często w skład takich kosmetyków wchodziły mleko oślicy, gips, sód i miód. Popularne były również maseczki z gliny, które miały działanie oczyszczające.
Makijaż oczu odgrywał szczególną rolę – początkowo pełnił funkcję ochronną przed muchami i intensywnym słońcem, jednak z czasem stał się elementem estetycznym. Do barwienia wykorzystywano minerał galenę, który mieszano z tłuszczem na specjalnych paletach. Surowiec ten pozyskiwano w rejonie Asuanu i w pobliżu Morza Czerwonego, sprowadzano go też z zagranicy, m.in. z Puntu oraz od koczowników azjatyckich. Oprócz walorów estetycznych galenę rekomendowano również do stosowania przy leczeniu chorób oczu. Popularne były oczy w kształcie migdału, były więc akcentowane przez odpowiedni makijaż. Zaczynał się on od zabiegu wyrywania niepożądanych włosków, do czego stosowano srebrną pęsetę. Następnie za pomocą palca lub pędzelka malowano powieki farbą z malachitu lub zgorzeliny. Oczy obrysowywano grubą linią. Do ust i policzków używano czerwonej ochry, a do dłoni, stóp i paznokci henny.
Na zakończenie czynności pielęgnacyjnych sięgano po perfumy, przygotowane z naturalnych składników (gorzki migdał, kardamon, cynamon, cyprys, kadzidło, mirra, olej rycynowy, wino). Pachnidła miały postać aromatyzowanych olejów, a ich aplikacja odbywała się za pomocą małej łyżeczki. Szczególną rolę odgrywały także rytuały związane z gościnnością – odwiedzającym namaszczano ręce i ramiona, a na ich głowy nakładano stożki tłuszczu zmieszanego z wonnościami, które stopniowo uwalniały zapach, dodając ciału przyjemnej woni.

## Akcesoria kosmetyczne
Egipcjanki korzystały z funkcjonalnych akcesoriów do pielęgnacji. Wiele kobiet, jak np. Tutu, żona pisarza Ani, miało specjalne drewniane skrzyneczki na swoje kosmetyki, które zawierały różnorodne naczynia: słoiczki z maściami i preparatami do oczu, kawałki pumeksu do usuwania włosków oraz specjalne poduszki, na których opierały ręce podczas długich rytuałów piękności. Takie akcesoria, w tym kamienne lub gipsowe naczynia na wodę, były często cenione jako rodzinne skarby i dzieła rzemiosła najwyższej jakości. Wśród kosmetyków znajdowały się także miniaturowe, wykonane ze szkła czy fajansu, buteleczki w formie zwierząt, w których przechowywano farbę i perfumy.